# RSVP (verzoek)
RSVP of r.s.v.p. is een verzoek onderaan een uitnodiging om te reageren en aan te geven of men al dan niet ingaat op deze uitnodiging. "RSVP" is een kortere schrijfwijze voor Répondez s'il vous plaît, oftewel Antwoord alstublieft (of u wel of niet van plan bent te komen). De gastheer of -vrouw weet dan op hoeveel gasten hij/zij moet rekenen. Vaak staat er ook een uiterlijke datum achter het RSVP vermeld. Het reageren is een onderdeel van wat ook wel beleefdheidsvormen, etiquette of nettiquette genoemd wordt.
Andere verzoeken die op uitnodigingen kunnen staan zijn:
- A.a.u.b. (Antwoord alstublieft) – De gastheer of -vrouw verwacht een reactie, of u nu wel of niet ingaat op de uitnodiging.
- Regrets only – Alleen reageren als u niet ingaat op de uitnodiging.
- R.f.s.v.p. (Réponse favorable s'il vous plaît) – De gastheer of -vrouw hoopt op een bericht dat u de uitnodiging aanneemt.
- V.g.a. (Verzoeke gunstig antwoord) – idem.
- W.a.g. (Wordt antwoord gewenst) – De gastheer of -vrouw verwacht een reactie, of u nu wel of niet ingaat op de uitnodiging.
- W.g.a.g./ W.g.a.v. (Wordt gunstig antwoord gewenst/verwacht) – De gastheer of -vrouw hoopt op een bericht dat u de uitnodiging aanneemt.